# Holmsjön (Kvillinge socken, Östergötland, 650903-151701)
Holmsjön är en sjö i Norrköpings kommun i Östergötland och ingår i Kilaån-Motala ströms kustområde.